# Rio Chubut

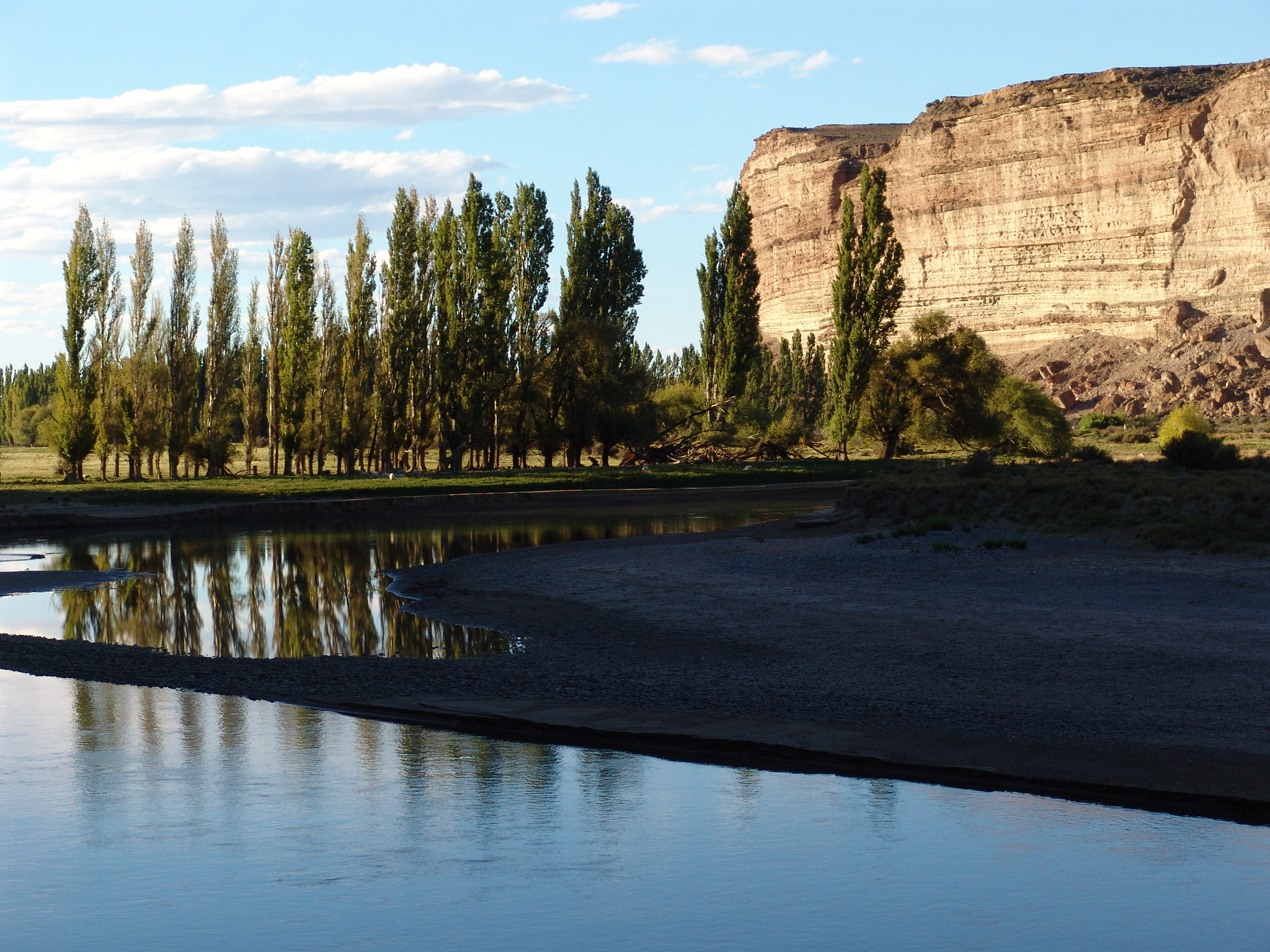
Vale médio do Rio Chubut.

O rio Chubut é o principal rio da província argentina de Chubut, localizada na Patagônia central.